# Jan Kreiken
Joannes (Jan) Kreiken (Rotterdam, 31 augustus 1925 – Delden, 26 januari 2001) was een Nederlands bedrijfseconoom en hoogleraar en rector van de Universiteit Twente.

## Leven en werk
Kreiken was een bekend bedrijfsstrateeg, grondlegger van de managementgedachte in Europa en medeoprichter van de Twentse bedrijfskunde-opleiding. Kreiken was hoogleraar bedrijfseconomie in Twente van 1968-1986. Van 1974 tot 1976 was Kreiken rector magnificus van de Technische Hogeschool Twente en ook in deze positie had Kreiken een duidelijke visie. De hogeschool kampte met een te laag studentenaantal en Kreiken stelde, tot ongenoegen van een deel van de campusgemeenschap, dat de voorlichting actiever en professioneler moest worden aangepakt.

## Onderscheidingen
- Ridder in de Orde van de Nederlandse Leeuw[2]
- Officier in de Orde van Vasa[2]

- Library of Congress Control Number: n85257580
- Nederlandse Thesaurus van Auteursnamen: 06781476X
- Virtual International Authority File: 62996494